# Ell (Luxemburg)
Ell (luxemburgisch Ellⓘ) ist eine Gemeinde im Großherzogtum Luxemburg und gehört zum Kanton Redingen.
Landschaftlich zählt sie teils zum Gutland, teils zum Ösling. Die Gemarkung umfasst 2354 ha, davon sind 634 ha Waldfläche, 0,55 ha Fließgewässer und 45 ha Straßen und Feldwege.

## Zusammensetzung der Gemeinde
Die Gemeinde Ell besteht aus den folgenden Ortschaften (Bevölkerungszahlen vom 29. Januar 2020):
- Niederkolpach (lux. Nidderkolpech, frz. Colpach-Bas), 115 Einwohner
- Oberkolpach (lux. Uewerkolpech, frz. Colpach-Haut), 317 Einwohner
- Ell, 500 Einwohner
- Kleinelcherodt (lux. Kleng-Elchert, frz. Petit-Nobressart), 159 Einwohner
- Roodt, (lux. Rued), 340 Einwohner

Ungefähr 29 Prozent der Einwohner sind ausländischer Staatsangehörigkeit, aus ca. 25 Nationen.

## Verschiedenes
Der Dorfbach, der Grund- und Regenwasser vom Kaalebur sammelt, lief früher kanalisiert unter der Hauptstraße durch den Ort. Nach einer starken Überschwemmung 1998 wurde der Bach streckenweise wieder freigelegt und durch einen neu angelegten Teich geführt. Er mündet in die Attert.
Insbesondere den derzeit vierzehn Vereinen steht das Kulturzentrum Centre Camille Ney zur Verfügung.
Am 17. Juni 2001 wurde in der Pfarrkirche von Ell die instandgesetzte und um 15 Register erweiterte Orgel im Rahmen einer feierlichen Zeremonie eingeweiht.
Ell hat seinen Namen vermutlich von einer Wasserburg, die wie eine Insel (keltisch: El) von Wasser umgeben war.

## Cercle de Colpach
Das Schloss von Kolpach, ein Herrenhaus mit einer Domäne von 30 Hektar, 1747 direkt an der belgischen Grenze erbaut, wurde vom ARBED-Direktor Emile Mayrisch erworben und von seiner Frau Aline Mayrisch später dem Roten Kreuz Luxemburg vermacht. In den Jahren vor der nationalsozialistischen Besetzung fanden hier jährliche Gespräche zwischen Geisteswissenschaftlern, Politikern und Wirtschaftlern über die Zukunft Europas, insbesondere Westeuropas, auf der Grundlage einer deutsch-französischen Verständigung in einer Art Salon statt. Dazu gehörten auch Teilnehmer aus anderen Nationen. Zu Aline Mayrischs Diskussionspartnern gehörten z. B. Paul Claudel, Jean Guéhenno, Jacques Rivière, Karl Jaspers, André Gide, Jean Schlumberger, Ernst Robert Curtius, Annette Kolb, Walter Rathenau, Marie Delcourt und Richard Coudenhove-Kalergi, Bernhard Groethuysen und viele andere.
Im Jahre 2002 wurde das Haus als nationales Denkmal anerkannt. Es beherbergte ein Genesungsheim, wird aber derzeit nicht hierfür benutzt, da das Gebäude nicht mehr den Normen entspricht und deswegen renoviert werden muss. Zurzeit ist das Genesungsheim in einem modernen Gebäude in der Nachbarschaft untergebracht.